# Gamla apoteket, Visby
Gamla apoteket är ett medeltida trappgavelhus i sten beläget i korsningen mellan Strandgatan och Lybska gränd i Visby. Huset är uppfört på 1200-talet och är känt dels för att vara det äldsta huset i Sverige som används som hyreshus (ägare Gotlandshem) och dels för sin särpräglade trappgavel. När huset uppfördes var det troligen för att användas som packhus och som bostad. 
Under 1800-talet låg det ett apotek i byggnaden. När apoteksverksamheten flyttade till nya lokaler 1897 på Hästgatan 3 (fastighetsbeteckning Valutan 2) började byggnaden att kallas för Gamla apoteket. Det nya apoteket fick namnet "Apoteket Väduren". 